# Marcel Mignot
Marcel Mignot (ur. 11 czerwca 1944 w Martigné-Ferchaud) – francuski kierowca wyścigowy.

## Kariera
Mignot rozpoczął karierę w międzynarodowych wyścigach samochodowych w 1974 roku od startu w klasie IMSA/GTS 24-godzinnego wyścigu Le Mans, w którym uplasował się na dziewiątej pozycji. W 1982 roku w tym samym wyścigu w klasie IMSA GTO zwyciężył. W późniejszych latach Francuz pojawiał się także w stawce World Challenge for Endurance Drivers oraz World Championship for Drivers and Makes.